# جيرمين جونز

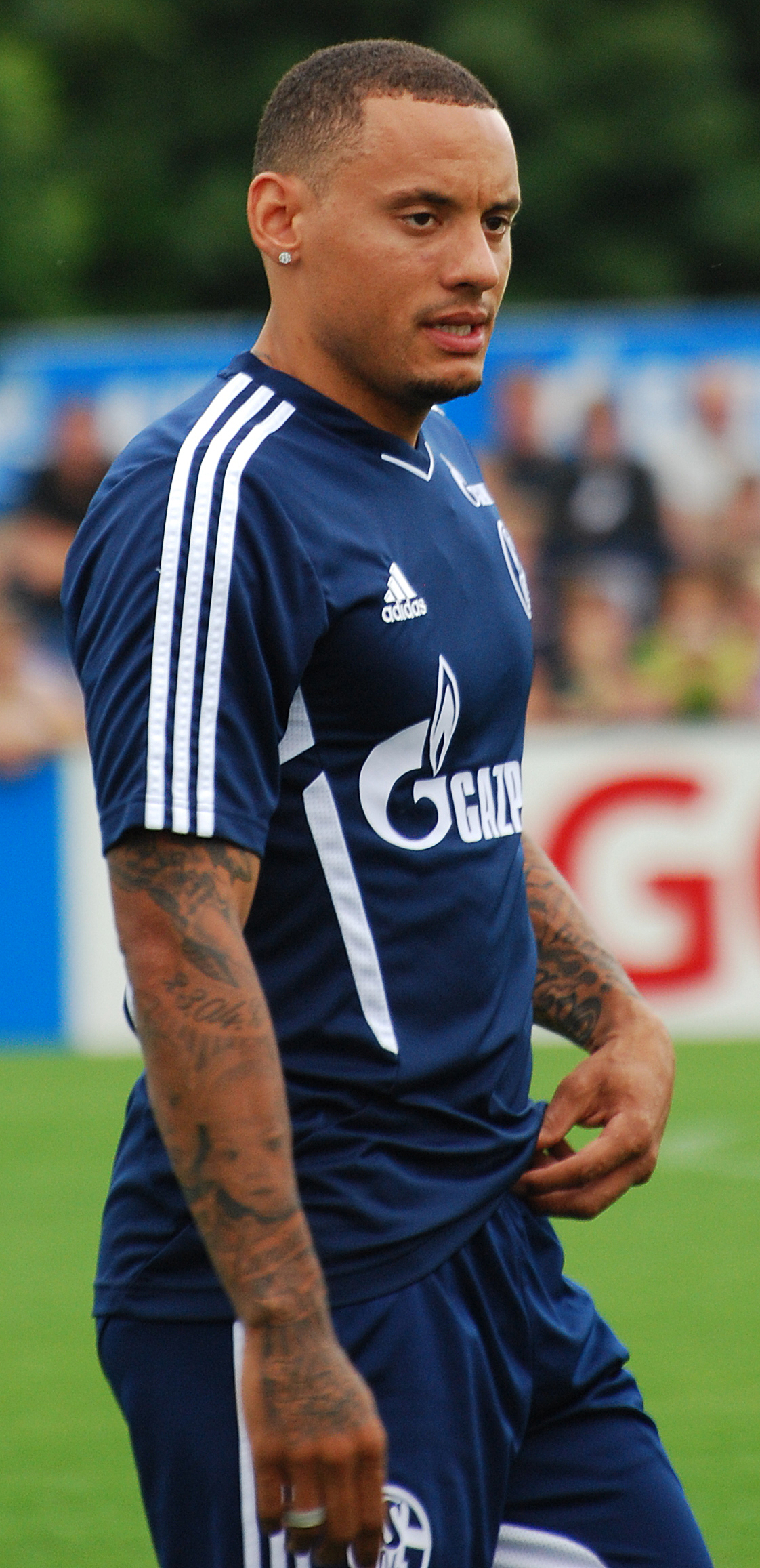
جيرمين جونز

جيرمين جونز (بالألمانية: Jermaine Jones)‏ (مواليد 3 نوفمبر 1981 في فرانكفورت - ألمانيا) لاعب كرة قدم ألماني يلعب حاليا لصالح نادي الدرجة الأولى شالكه الألماني منذ 2007 في مركز الوسط المدافع .

## روابط خارجية
- جيرمين جونز على موقع الاتحاد الدولي (مؤرشف)  (الإنجليزية)
- جيرمين جونز على موقع اتحاد تركيا (لاعب) (الإنجليزية)
- جيرمين جونز على موقع الدوري الأمريكي (الإنجليزية)
- جيرمين جونز على موقع قاعدة بيانات كرة القدم.إي يو (الإنجليزية)
- جيرمين جونز على موقع بيانات كرة القدم. دي إي (الألمانية)
- جيرمين جونز على موقع ناشيونال فوتبول تيمز (الإنجليزية)
- جيرمين جونز على موقع Soccerbase.com (لاعب) (الإنجليزية)
- جيرمين جونز على موقع Soccerway.com (الإنجليزية)
- جيرمين جونز على موقع عالم كرة القدم.نت (الإنجليزية)
- جيرمين جونز على موقع كووورة